# Neşe Şensoy
Neşe Şensoy, née le 10 juin 1974 à Istanbul, est une judokate turque.

## Palmarès international en judo
| Championnats du monde | Championnats du monde | Championnats du monde |
| Année                 | Médaille              | Catégorie             |
| --------------------- | --------------------- | --------------------- |
| 2003                  | bronze                | –48 kg                |
| Championnats d'Europe |                       |                       |
| Année                 | Médaille              | Catégorie             |
| 2005                  | bronze                | –48 kg                |
| 2006                  | argent                | –48 kg                |
| Jeux méditerranéens   |                       |                       |
| Année                 | Médaille              | Catégorie             |
| 2001                  | or                    | –48 kg                |
| 2005                  | bronze                | –48 kg                |